# Olio extra vergine di oliva della Locride
Con la denominazione olio extra vergine di oliva della Locride si indica uno dei Prodotti Agroalimentari Tradizionali Italiani della provincia di Reggio Calabria Il territorio di produzione è il comprensorio della Locride nella fascia jonica reggina, compreso tra  Bruzzano e Monasterace, per un numero di 39 comuni della Provincia di Reggio Calabria, con estensione a Nord, fino a Badolato, in 3 comuni della limitrofa Provincia di Catanzaro.
I comuni interessati alla produzione, in provincia di Reggio Calabria sono: Agnana Calabra, Antonimina, Ardore, Benestare, Bianco, Bivongi, Bovalino, Bruzzano Zeffirio, Camini, Canolo, Caraffa del Bianco, Careri, Casignana, Caulonia, Ciminà, Ferruzzano, Gerace, Gioiosa Jonica, Grotteria, Locri, Mammola, Marina di Gioiosa Ionica, Martone, Monasterace, Pazzano, Placanica, Platì, Portigliola, Riace, Roccella Jonica, Sant'Agata del Bianco, San Giovanni di Gerace, San Luca, Sant'Ilario dello Ionio, Samo, Siderno, Staiti, Stignano, Stilo. In provincia di Catanzaro, Guardavalle, Santa Caterina dello Ionio e Badolato.
È in fase di elaborazione da parte di vari enti ed associazioni un disciplinare di produzione per il riconoscimento del marchio D.O.P.

## Storia, tradizione e usi
La coltivazione olivicola in tutte le aziende agricole è biologica. L'olio migliore è quello ricavato da uliveti collinari e distanti dal mare. Il periodo di raccolta delle olive determina le caratteristiche organolettiche dell'olio. La raccolta delle olive inizia il mese di novembre e l'olio che se ne ricava è di colore verdone, mentre nei mesi di dicembre-gennaio si ottiene un olio di colore verde-oro e giallo-oro. La tradizione vuole che l'olio venga venduto direttamente al frantoio e successivamente in azienda dai produttori, mentre alcune aziende agricole della Locride lo imbottigliano per poi venderlo nei negozi. L'olio d'oliva della Locride viene esportato sui mercati nazionali ed esteri, dove è molto richiesto. L'olio d'oliva della Locride viene utilizzato in tutte la preparazioni dei piatti tipici della Calabria ed assume una notevole importanza nella dieta mediterranea.
In particolare viene utilizzato in Italia e all'estero per il condimento delle insalate e delle verdure, per il suo caratteristico profumo aromatico e sapore particolare.

## Descrizione sintetica del prodotto

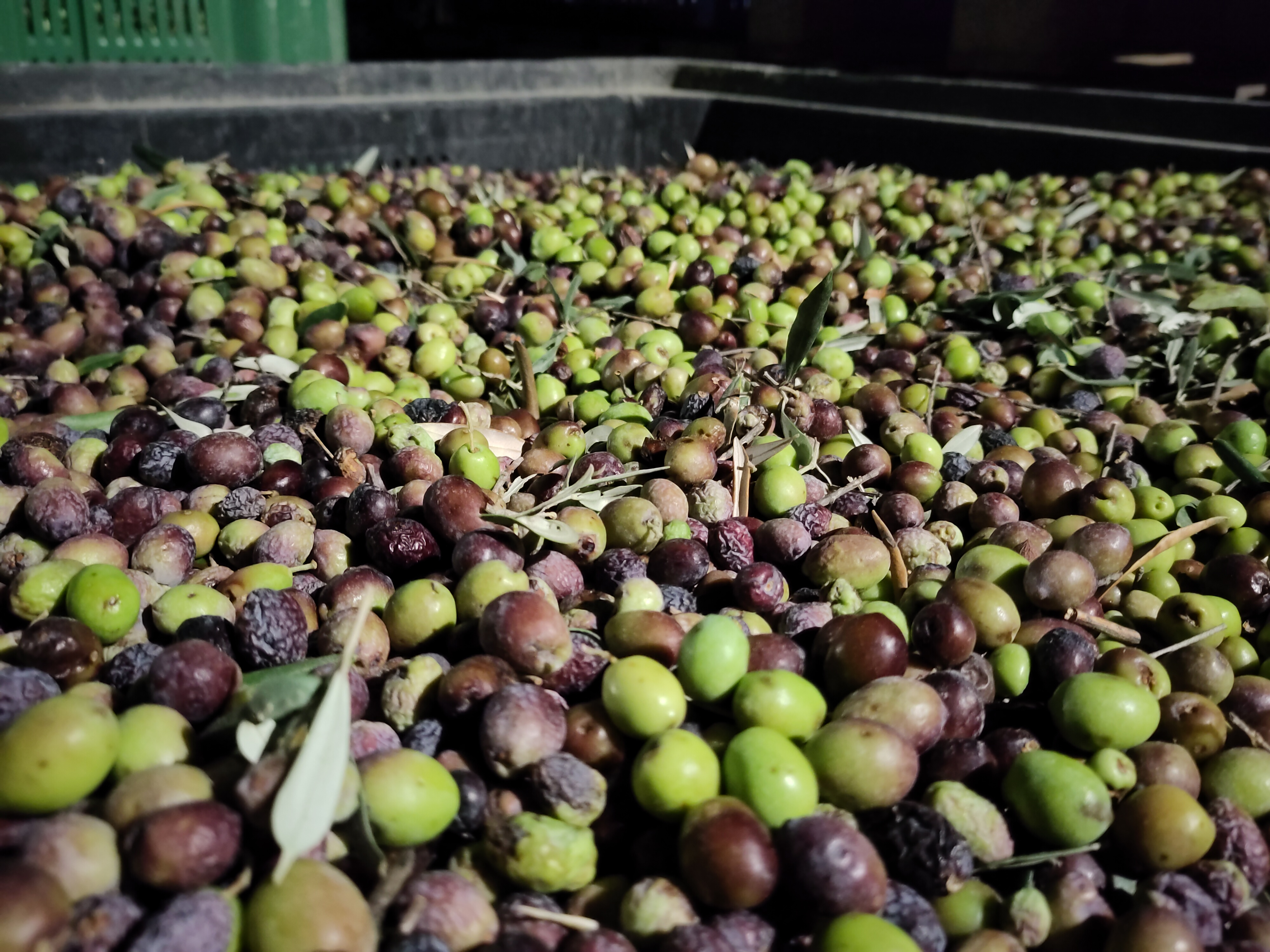
Grossa di Gerace

L'olio si ricava da una cultivar calabrese, Grossa di Gerace diffusa lungo il comprensorio  jonico (Locride) della Provincia di Reggio Calabria. Suoi sinonimi sono: Geracitana, Mammolese, Paesana, Grossa di Mammola e Dolce. La coltivazione è biologica e la cultivar è autofertile,  ha un'elevata resa in olio, anche se trova interesse locale come oliva da mensa. 
- ingredienti utilizzati: olive
- forma: obovata, irregolare
- dimensioni medie: varie
- peso medio: 2,5 gr.
- sapore: spiccato sapore di fruttato, di eccellente qualità
- odore: profumo delicato, tipico ed inconfondibile
- colore: verdone, verde-oro, giallo-oro

## Tecniche di lavorazione
I frutti delle piante alte vengono battuti con pertiche flessibile (frassino e castagno) e raccolti nelle reti o nei teli opportunamente disposti sotto gli alberi. Le olive delle piante basse vengono raccolte a mano e col pettine. Quando un discreto quantitativo è stato raccolto, riempite le cassette, cesti o sacchi vengono portati al frantoio per la molitura e il trattamento successivo. Il prodotto ancora nel frantoio si versa  in recipienti di acciaio o in bidoni di plastica e si trasporta nei magazzini o nelle cantine dei proprietari delle aziende olivicole. Qui viene svuotato e depositato in altri recipienti di acciaio inox.
Le pratiche agronomiche che gli oliveti subiscono riguardano essenzialmente la potatura, la concimazione, l'aratura del terreno e la sarchiatura.

## Periodo di produzione
Durante quasi tutta la stagione autunnale e per l'intero inverno l'attività primaria degli agricoltori è incentrata sulla raccolta delle olive e quindi sulla loro trasformazione. La maturazione e stagionatura del prodotto avviene anch'essa in autunno-inverno.

## Conservazione
Viene conservato nelle cantine al riparo dall'aria, dalla luce e da ogni odore estraneo, in recipienti di acciaio inox, anticamente in grandi vasi di terracotta (giare) e di zinco. Durante il periodo di conservazione si effettuano delle operazioni di travaso per l'eliminazione dei residui della decantazione (le morchie), che alimentano  le caratteristiche organolettiche dell'olio.